# Từ Khởi Linh
Từ Khởi Linh (sinh tháng 7 năm 1962) là một sĩ quan cấp tướng của Quân Giải phóng Nhân dân Trung Quốc (PLA). Ông là Ủy viên Ủy ban Trung ương Đảng Cộng sản Trung Quốc khóa XX, hiện là Phó Tham mưu trưởng Bộ Tham mưu liên hợp Quân ủy Trung ương Trung Quốc. Ông nguyên là Tư lệnh Chiến khu Tây bộ; Tư lệnh Lục quân Chiến khu Tây bộ, Tư lệnh Lục quân Chiến khu Đông bộ và Quân đoàn trưởng Tập đoàn quân 79.

## Tiểu sử
Từ Khởi Linh sinh ra tại quận Hoài Dương, Chu Khẩu, Hà Nam vào tháng 7 năm 1962. Ông phục vụ ở Quân khu Tế Nam trong một thời gian dài trước khi giữ chức vụ Tham mưu trưởng Tập đoàn quân 54. Ông là Phó Tư lệnh Lục quân Chiến khu Trung ương năm 2016 và giữ chức vụ đó cho đến tháng 3 năm 2017, khi ông được bổ nhiệm làm Quân đoàn trưởng Tập đoàn quân 79. Ông trở thành Tư lệnh Lục quân Chiến khu Đông bộ tháng 12 năm 2018, thay thế Tần Vệ Giang. Tháng 4 năm 2020, ông được thuyên chuyển công tác đến Chiến khu Tây bộ và được bổ nhiệm làm Tư lệnh Lục quân Chiến khu Tây bộ. Tháng 6 năm 2021, ông được bổ nhiệm giữ chức Tư lệnh Chiến khu Tây bộ.
Ông được Chủ tịch Quân ủy Trung ương Tập Cận Bình thăng quân hàm Trung tướng ngày 11 tháng 12 năm 2019 và quân hàm Thượng tướng ngày 5 tháng 7 năm 2021.
Ông là đại biểu Quốc hội Trung Quốc khóa XIII.